# Lüterkofen-Ichertswil
Lüterkofen-Ichertswil ist eine Einwohnergemeinde im Schweizer Kanton Solothurn. Sie gehört zum Bezirk Bucheggberg. Die Gemeinde entstand 1961 durch die Fusion der früher selbständigen Einwohnergemeinden Lüterkofen und Ichertswil.

## Geographie
Die Doppelgemeinde Lüterkofen-Ichertswil liegt rund 6 km südsüdwestlich des Kantonshauptortes Solothurn (Luftlinie). Beide Dörfer, Lüterkofen (473 m ü. M.) und Ichertswil (483 m ü. M.) erstrecken sich in der Talmulde des Biberenbachs im östlichen Teil des Bucheggberges, im Solothurner Mittelland.
Die Fläche des 4,4 km² grossen Gemeindegebiets umfasst einen Abschnitt der Molassehöhen des Bucheggberges. Das Gebiet wird von Westen nach Osten vom Biberenbach in einer breiten Talmulde durchflossen. Das Biberental weitet sich westlich von Ichertswil nach einer Talenge zu einem bis zu 500 m breiten flachen Talboden aus, der unterhalb von Lüterkofen in eine Schwemmebene übergeht. Südlich des Biberentals reicht der Gemeindebann auf den bewaldeten Höhenrücken des Oberholzes (bis 555 m ü. M.), welcher das Tal vom Mühletal trennt. Nach Norden erstreckt sich der Gemeindeboden über einen sanft ansteigenden Hang und die Mulde von Hinter Grimpach bis auf die Hochfläche von Leuzigenwald und Oberwald. Auf dem Banzenrain oberhalb von Lüterkofen wird mit 563 m ü. M. der höchste Punkt der Gemeinde erreicht. Von der Gemeindefläche entfielen 1997 12 % auf Siedlungen, 34 % auf Wald und Gehölze, 53 % auf Landwirtschaft und etwas weniger als 1 % war unproduktives Land.
Neben den beiden Hauptsiedlungen Lüterkofen und Ichertswil gehören auch einige Einzelhöfe zur Gemeinde. Nachbargemeinden von Lüterkofen-Ichertswil sind Lüsslingen-Nennigkofen, Lohn-Ammannsegg und Buchegg im Kanton Solothurn sowie Bätterkinden und Leuzigen im Kanton Bern.

## Bevölkerung
Mit 904 Einwohnern (Stand 31. Dezember 2023)
gehört Lüterkofen-Ichertswil zu den kleineren Gemeinden des Kantons Solothurn. Von den Bewohnern sind 97,7 % deutschsprachig, 0,8 % französischsprachig und 0,3 % sprechen Niederländisch (Stand 2000). Die Bevölkerungszahl von Lüterkofen-Ichertswil belief sich 1850 auf 438 Einwohner, 1900 auf 492 Einwohner. Im Verlauf des 20. Jahrhunderts pendelte die Bevölkerungszahl im Bereich zwischen 440 und 520 Personen. Erst seit 1970 (528 Einwohner) wurde ein kontinuierliches Bevölkerungswachstum verzeichnet.

## Wirtschaft
Lüterkofen-Ichertswil war bis in die zweite Hälfte des 20. Jahrhunderts ein vorwiegend durch die Landwirtschaft geprägtes Dorf. Noch heute haben der Ackerbau und der Obstbau sowie die Viehzucht einen wichtigen Stellenwert in der Erwerbsstruktur der Bevölkerung. Weitere Arbeitsplätze sind im lokalen Kleingewerbe und im Dienstleistungssektor vorhanden. In Lüterkofen-Ichertswil sind Betriebe des Baugewerbes, des Gartenbaus, des Holzbaus, eine Bäckerei, ein Möbelgeschäft und eine Weinhandlung vertreten. Oberhalb von Ichertswil wird eine Kiesgrube ausgebeutet. In den letzten Jahrzehnten hat sich das Dorf durch den Bau neuer Quartiere am aussichtsreichen Südhang des Banzenrains zu einer Wohngemeinde entwickelt. Viele Erwerbstätige sind deshalb Wegpendler, die hauptsächlich in den Regionen Solothurn und Grenchen arbeiten.

## Verkehr

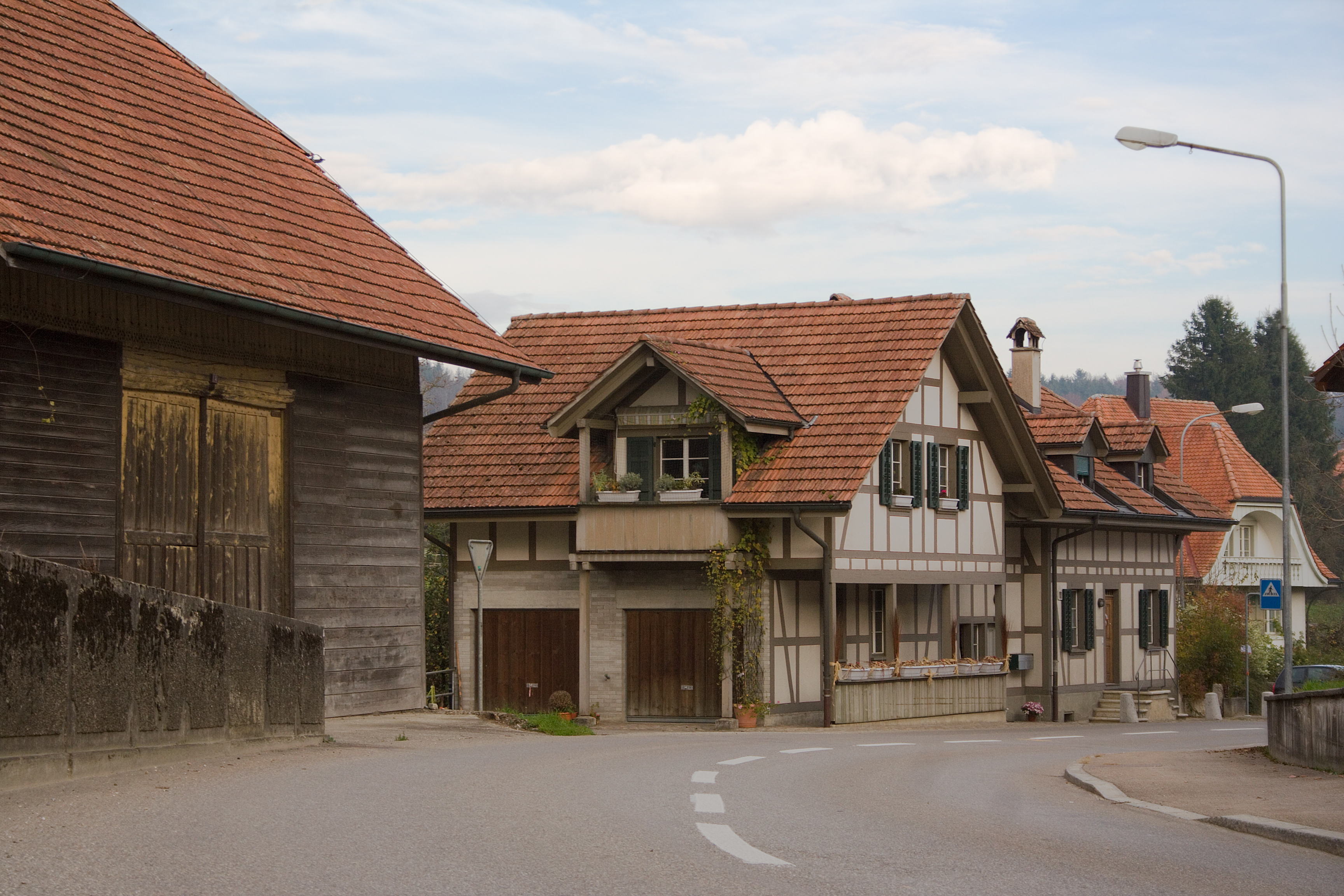
Riegelhäuser an der Hauptstrasse in Lüterkofen

Die Gemeinde ist verkehrsmässig recht gut erschlossen. Sie liegt an der Verbindungsstrasse von Biberist nach Schnottwil. Am 10. April 1916 wurde die Eisenbahnlinie von der Regionalbahn Bern-Solothurn mit dem Bahnhof Lohn-Lüterkofen eingeweiht. Dieser Bahnhof befindet sich auf dem Gebiet von Lohn-Ammannsegg rund 1 km östlich von Lüterkofen. Durch einen Postautokurs, welcher die Strecke vom Bahnhof Lohn-Lüterkofen nach Schnottwil bedient, sind die Dörfer Lüterkofen und Ichertswil an das Netz des öffentlichen Verkehrs angeschlossen.

## Geschichte
Die erste urkundliche Erwähnung des Ortes Ichertswil erfolgte 1148 unter dem Namen Hisenharceswilare. Spätere Schreibweisen sind Ysnatzwile (1399) und Jsserzwil (1540). Der Ortsname geht auf den Personennamen Isanhart zurück und bedeutet «bei den Höfen des Isanhart». Die erste Nennung von Lüterkofen datiert von 1315 als Lüterkon. Aus späterer Zeit sind die Schreibweisen Lütrikon (1344), Luterkoven (1368) und Lu(i)terkofen (1382) überliefert. Dieser Dorfname ist vom althochdeutschen Personennamen Liutheri abgeleitet. Mit dem Suffix -kofen bedeutet er so viel wie «bei den Höfen der Leute des Liutheri», wobei so genannte Aussiedlerhöfe gemeint sind.
Seit dem Mittelalter unterstanden die beiden Ortschaften der Herrschaft Buchegg, die Teil der Landgrafschaft Burgund war, 1391 von Solothurn erworben und zur Vogtei Bucheggberg umgewandelt wurde. Bis 1798 lag die hohe Gerichtsbarkeit beim bernischen Landgericht Zollikofen, während Solothurn mit dem Gerichtsort Lüsslingen die niedere Gerichtsbarkeit ausübte. Nach dem Zusammenbruch des Ancien Régime (1798) gehörten Lüterkofen und Ichertswil während der Helvetik zum Distrikt Biberist und ab 1803 zum Bezirk Bucheggberg. Im Jahr 1961 fusionierten die beiden vorher selbständigen Gemeinden Lüterkofen und Ichertswil zur neuen politischen Gemeinde Lüterkofen-Ichertswil.

## Sehenswürdigkeiten
Lüterkofen-Ichertswil gehört zur Pfarrei Lüsslingen, besitzt aber am westlichen Dorfrand von Lüterkofen eine eigene Kirche.

## Bilder

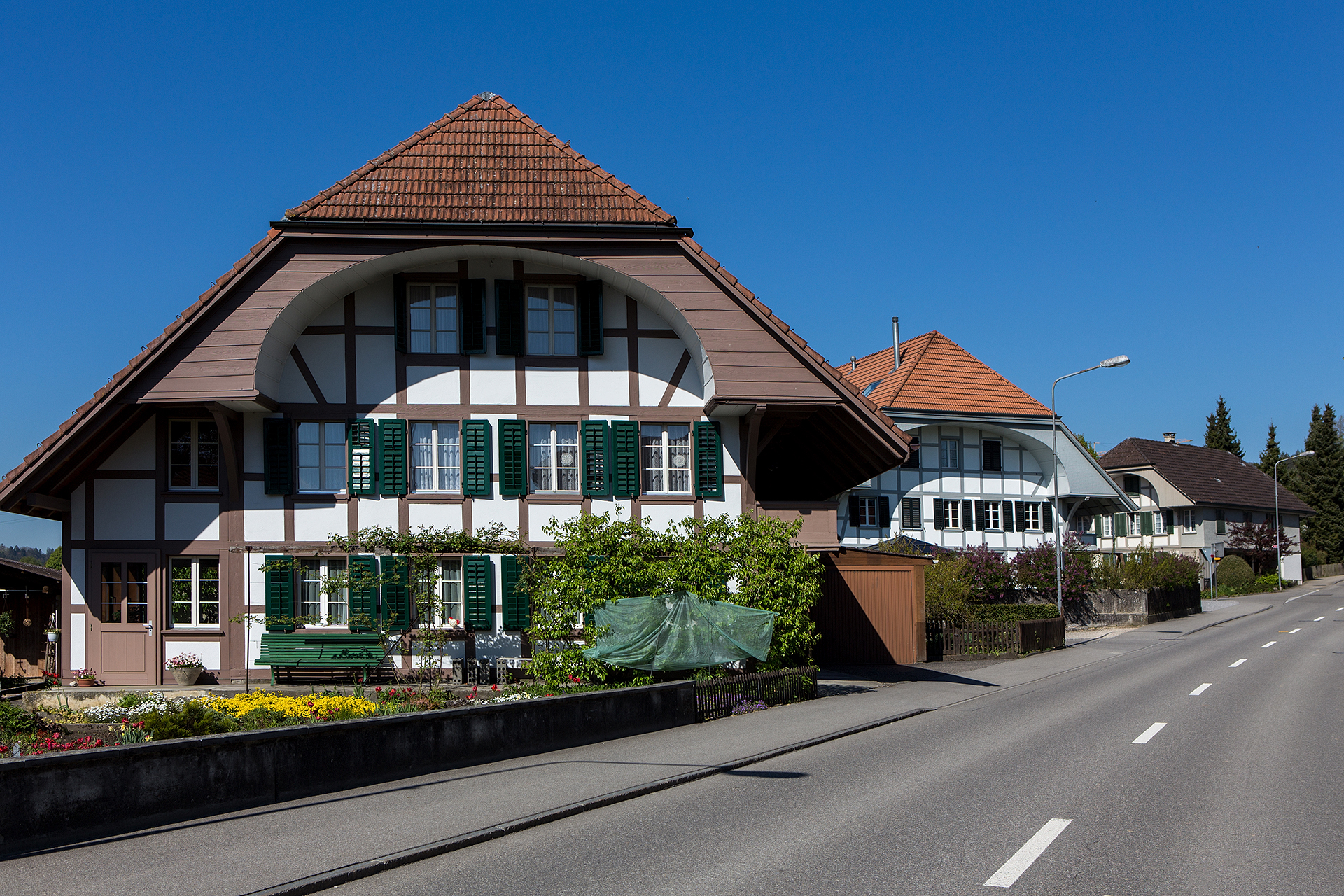
Dorfstrasse
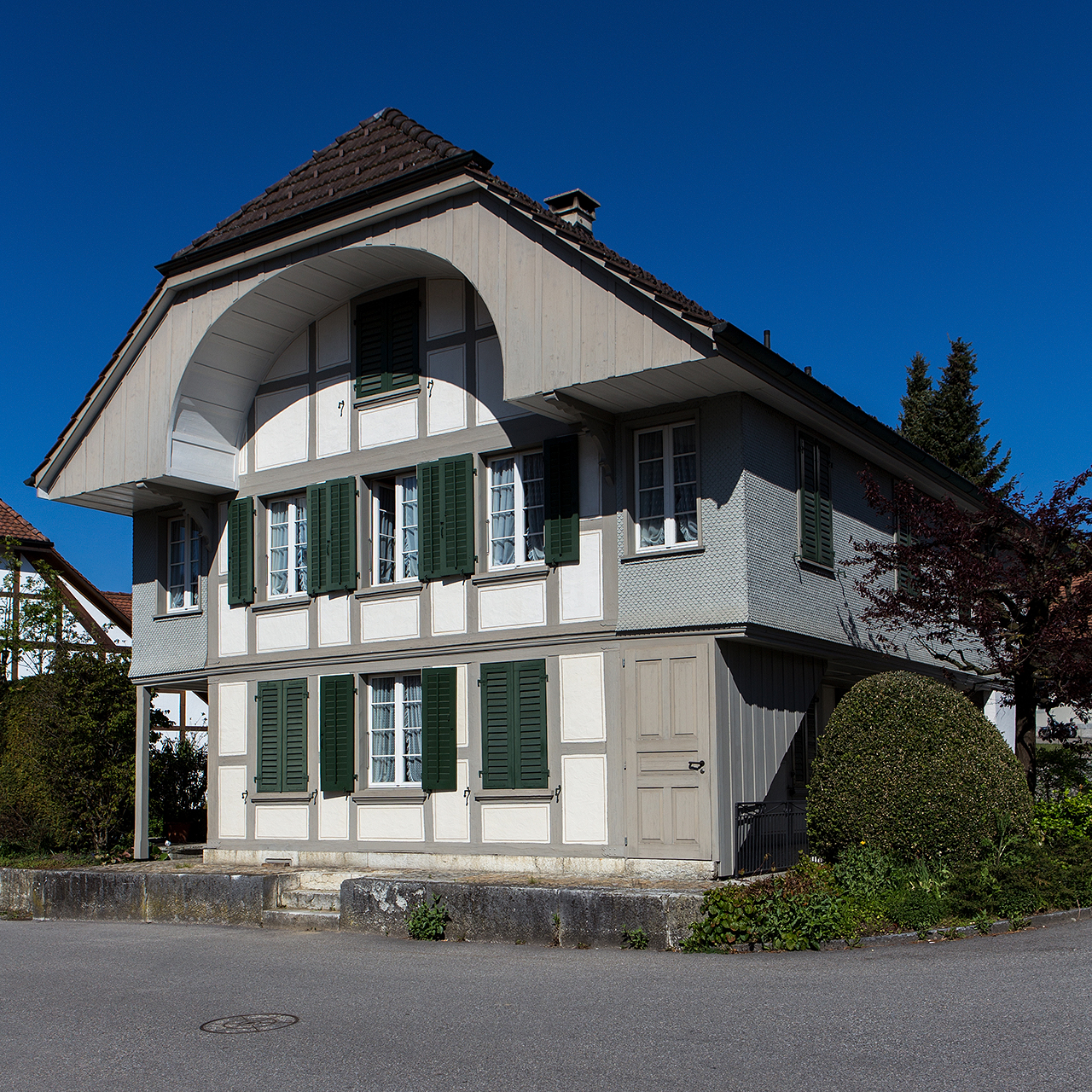
Dorfstrasse
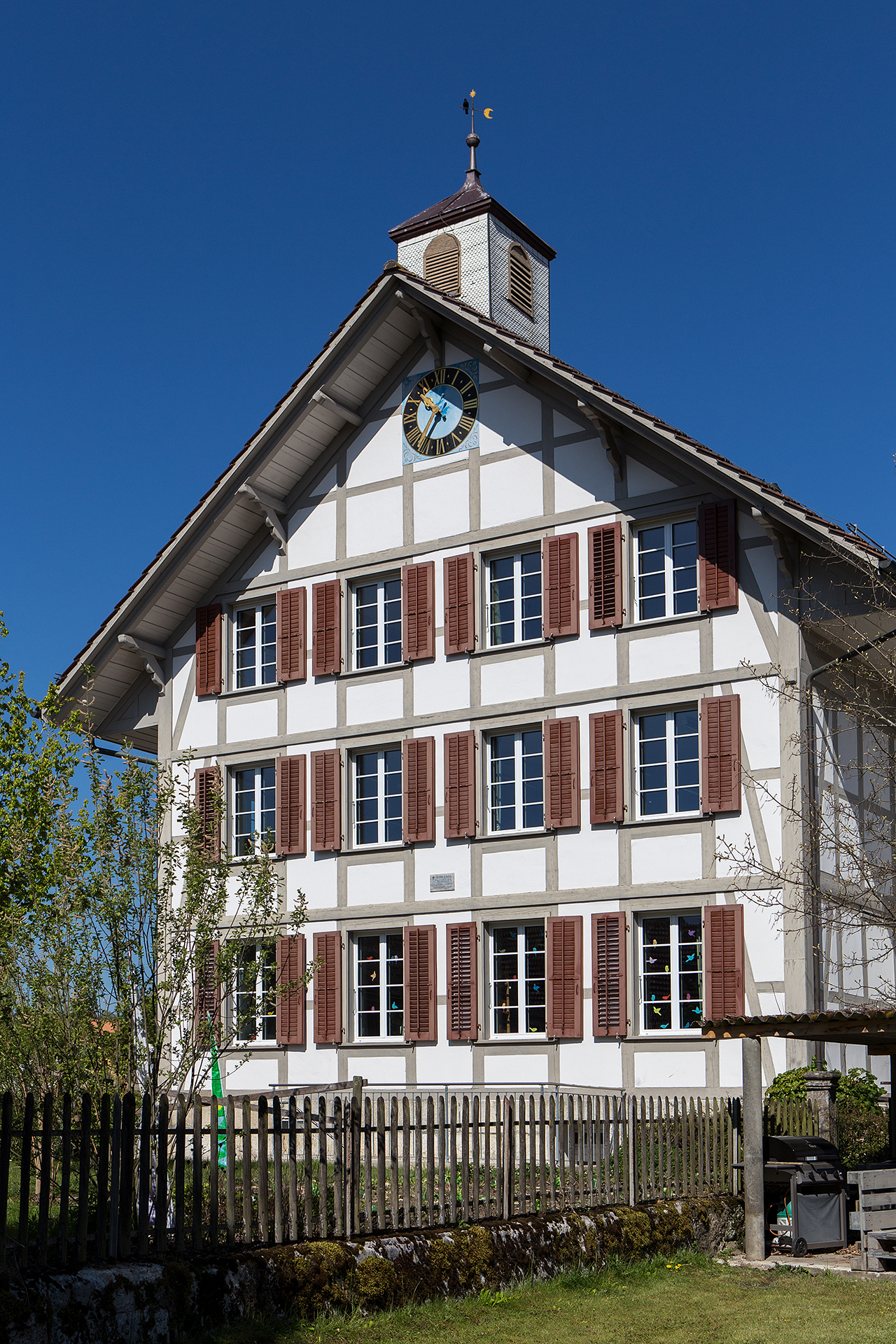
Altes Schulhaus
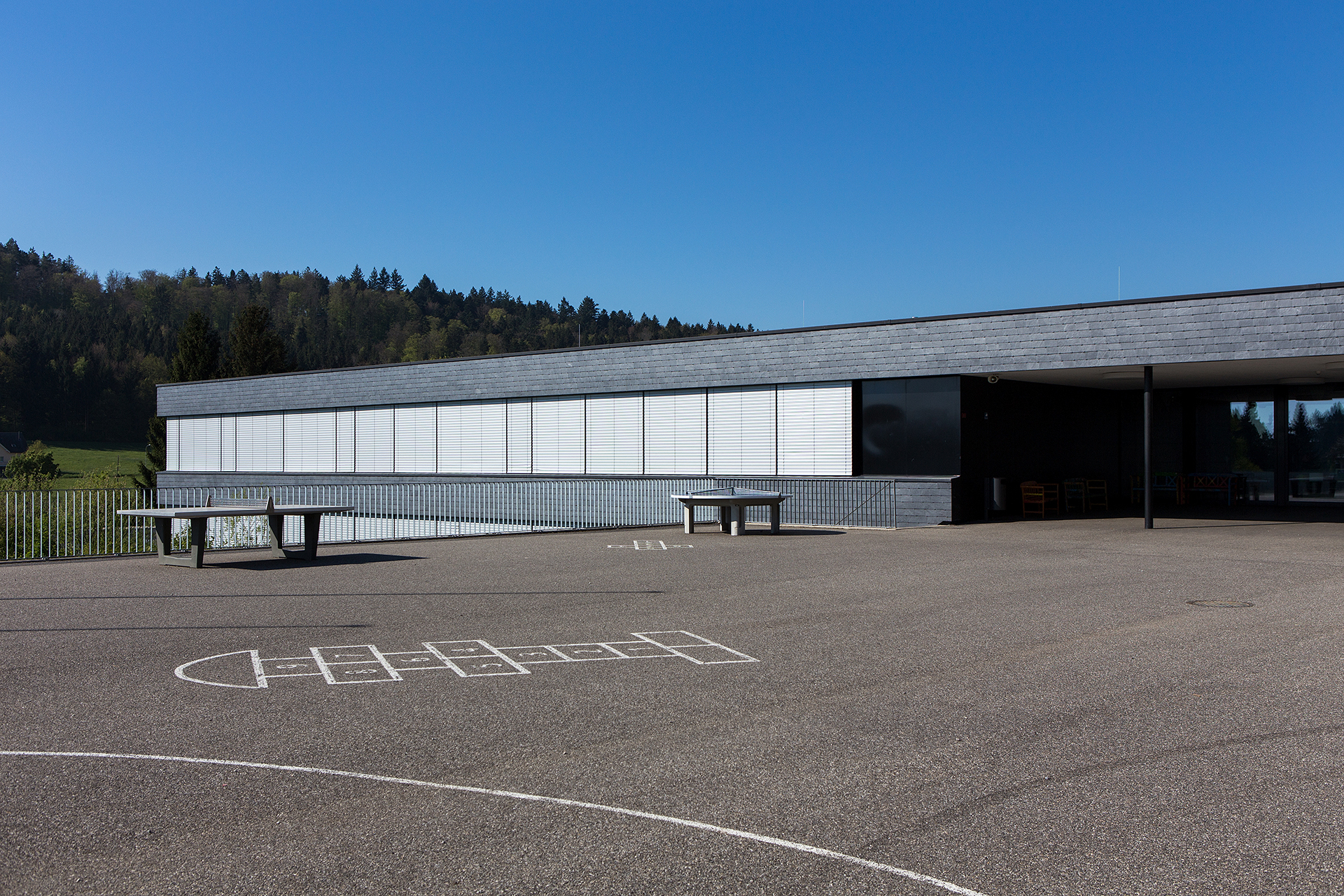
Schulhaus
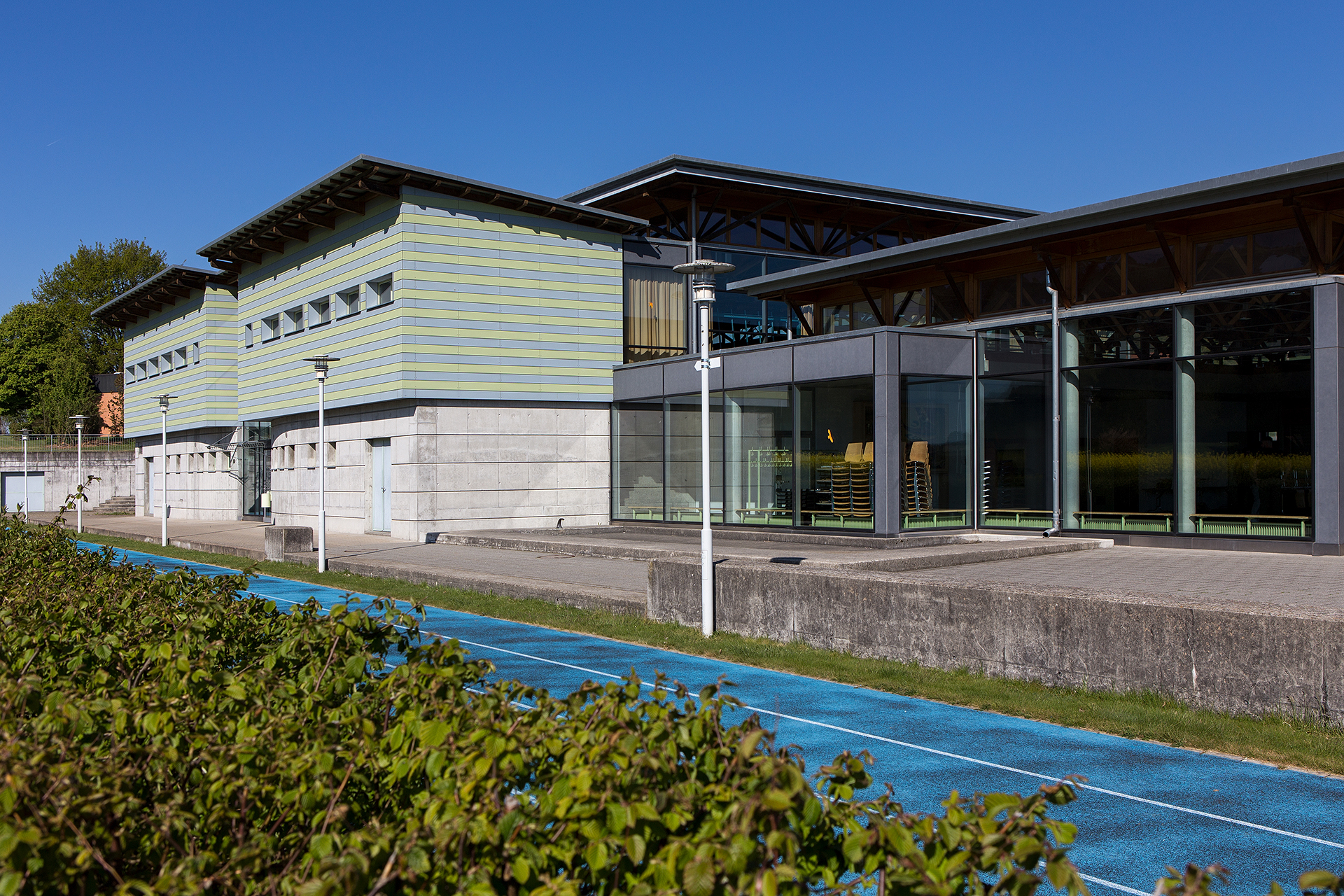
Mehrzweckhalle
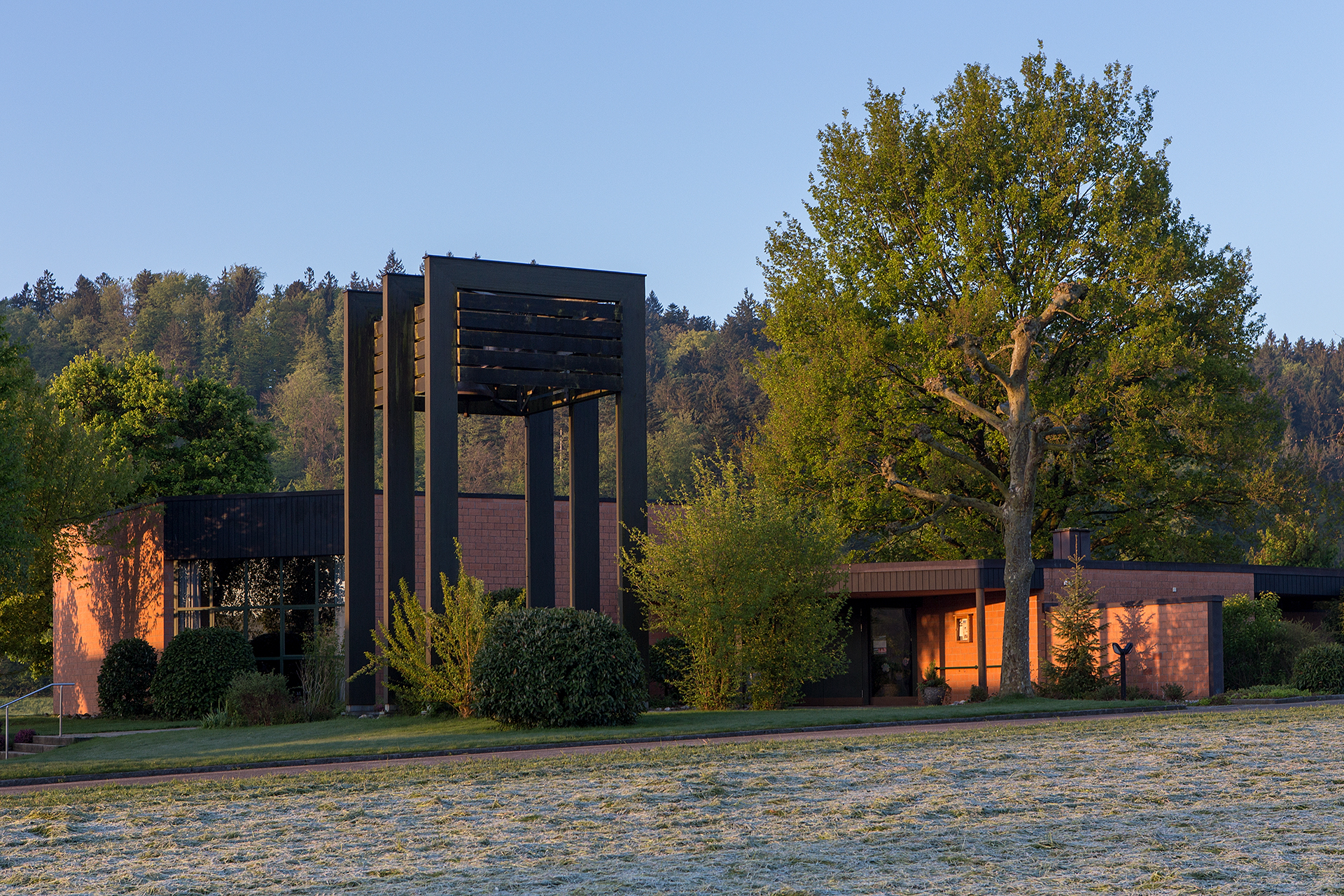
Reformierte Kirche
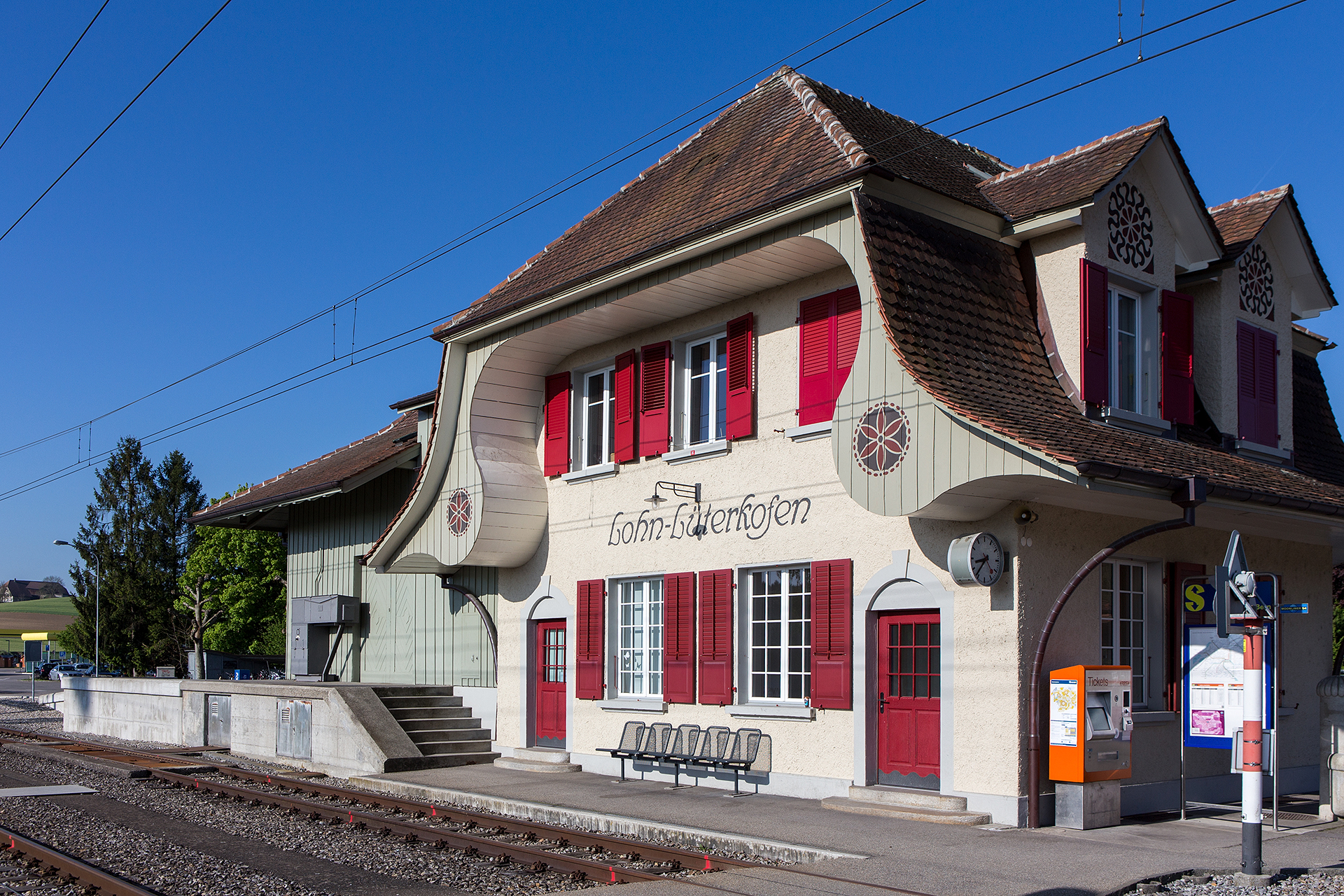
Bahnhof Lohn-Lüterkofen

## Wappen
Blasonierung
Viermal gespalten von Gelb und Rot; das mittlere gelbe Feld belegt mit drei schwarzen Sparren Die Sparren sind eine Anlehnung an das Wappen des gräflichen Hauses von Neuenburg-Nidau.

## Persönlichkeiten
- Jakob Sieber (* 1845 in Ichertswil; † 1915 in Burgdorf BE), Solothurner Regierungsrat